# Rafael Benítez Madrid
Rafael Benítez Madrid (Còrdova, 16 de juny de 1939 - Huelva, 3 de gener de 2015) va ser un futbolista espanyol que va jugar en la posició de davanter.

## Clubs
| Club                                    | País    | Temporades  |
| --------------------------------------- | ------- | ----------- |
| Club Atlético de Ceuta                  | Espanya | 1961 - 1962 |
| Recreativo de Huelva                    | Espanya | 1962 - 1964 |
| Córdoba Club de Fútbol                  | Espanya | 1964 - 1965 |
| Melilla CF                              | Espanya | 1965 - 1966 |
| Córdoba Club de Fútbol                  | Espanya | 1965 - 1967 |
| Real Sociedad Gimnástica de Torrelavega | Espanya | 1967 - 1968 |